# Milionia parva
Milionia parva är en fjärilsart som beskrevs av Rothschild. Milionia parva ingår i släktet Milionia och familjen mätare. Inga underarter finns listade i Catalogue of Life.